# Chelon bispinosus
Chelon bispinosus är en fiskart som först beskrevs av Bowdich 1825.  Chelon bispinosus ingår i släktet Chelon och familjen multfiskar. Inga underarter finns listade i Catalogue of Life.
Arten förekommer i Atlanten vid Kap Verdeöarna. Den vistas mellan 20 och 30 meter under havsytan. Andra arter av samma släkte besöker ibland bräckt vatten och de angränsande vattendragen. Antagligen har Chelon bispinosus samma beteende.
Denna multfisk äter små organiskt material. Den blir utan stjärtfena upp till 18,4 cm lång.
Fiske på arten är vanligt förekommande i regionen. För nära släktingar förekommer fiskodlingar i Västafrika men troligen inte för Chelon bispinosus. IUCN listar arten som livskraftig (LC).